# 相変わらずさ 〜Best Songs 1988-2004〜
相変わらずさ 〜Best Songs 1988-2004〜（あいかわらずさ - ベストソングス - ）は、高野寛のベストアルバム。

## 収録曲
1. See You Again
2. 夜の海を走って月を見た
3. BLUE PERIOD
4. 虹の都へ
5. 幻
6. ベステンダンク
7. 二十歳の恋
8. ベイビー・ベイビー
9. 相変わらずさ
10. 夢の中で会えるでしょう
11. All over,Starting over 〜その笑顔のために〜
12. KAORI
13. Bye Bye Television
14. Sunburst
15. hibiki
16. 確かな光
17. ベステンダンク （2004 LIVE）